# Winter X Games XXV
I Winter X Games XXV sono stati la venticinquesima edizione della manifestazione organizzata dalla ESPN, si sono tenuti dal 29 al 31 gennaio 2021 ad Aspen, negli Stati Uniti d'America.

## Risultati

### Snowboard
| Evento | Evento       | Oro              | Argento                | Bronzo                 |
| Uomini | Slopestyle   | Dusty Henricksen | Mons Røisland          | Rene Rinnekangas       |
| Uomini | SuperPipe    | Yūto Totsuka     | Scotty James           | Ruka Hirano            |
| Uomini | Big Air      | Marcus Kleveland | Sven Thorgren          | Mons Røisland          |
| Uomini | Knuckle Huck | Dusty Henricksen | medaglie non assegnate | medaglie non assegnate |
| Donne  | Slopestyle   | Jamie Anderson   | Zoi Sadowski-Synnott   | Laurie Blouin          |
| Donne  | SuperPipe    | Chloe Kim        | Maddie Mastro          | Haruna Matsumoto       |
| Donne  | Big Air      | Jamie Anderson   | Miyabi Onitsuka        | Zoi Sadowski-Synnott   |

### Freestyle
| Evento | Evento       | Oro              | Argento                | Bronzo                 |
| Uomini | Slopestyle   | Nick Goepper     | Ferdinand Dahl         | Evan McEachran         |
| Uomini | SuperPipe    | Nico Porteous    | Aaron Blunck           | Birk Irving            |
| Uomini | Big Air      | Andri Ragettli   | Antoine Adelisse       | Alexander Hall         |
| Uomini | Knuckle Huck | Henrik Harlaut   | medaglie non assegnate | medaglie non assegnate |
| Donne  | Slopestyle   | Gu Ailing        | Isabel Atkin           | Megan Oldham           |
| Donne  | SuperPipe    | Gu Ailing        | Cassie Sharpe          | Rachael Karker         |
| Donne  | Big Air      | Mathilde Gremaud | Megan Oldham           | Gu Ailing              |

## Medagliere
| Pos.   | Paese         | Oro | Argento | Bronzo | Totale |
| ------ | ------------- | --- | ------- | ------ | ------ |
| 1      | Stati Uniti   | 6   | 2       | 2      | 10     |
| 2      | Cina          | 2   | 0       | 1      | 3      |
| 3      | Svizzera      | 2   | 0       | 0      | 2      |
| 4      | Norvegia      | 1   | 2       | 1      | 4      |
| 5      | Giappone      | 1   | 1       | 2      | 4      |
| 6      | Nuova Zelanda | 1   | 1       | 1      | 3      |
| 7      | Svezia        | 1   | 1       | 0      | 2      |
| 8      | Canada        | 0   | 2       | 4      | 6      |
| 9      | Australia     | 0   | 1       | 0      | 1      |
| 9      | Francia       | 0   | 1       | 0      | 1      |
| 9      | Regno Unito   | 0   | 1       | 0      | 1      |
| 12     | Finlandia     | 0   | 0       | 1      | 1      |
| Totale | Totale        | 14  | 12      | 12     | 38     |